# 조영곤
조영곤(1958년~)은 제55대 서울중앙지방검찰청 검사장 등을 역임한 법조인이다.

## 생애
1958년 경상북도 영천군 (現:영천시)에서 태어나 1976년 경북고등학교와 1981년 서울대학교 법학과를 졸업하고 1983년 제25회 사법시험에서 합격하였다. 1983년 서울대학교 사법대학원과 사법연수원 16기 그리고 군 법무관을 마치고 1991년 부산지방검찰청 검사에 임용되었다.
제58대 대구지방검찰청 검사장에 취임하면서 "국민은 검찰이 변화에 둔감하고 조직의 이익만 앞세운다고 의심하고 있다"며 "이는 국민과의 소통에 소홀했고, 법집행 과정이 공정하지 못하다고 느끼는 탓"이라고 지적하면서 "다가오는 12월 대선을 역사상 가장 깨끗하고 공정한 선거가 되도록 엄정 관리해 국민의 신뢰를 얻는 계기로 삼겠다"고 말했다.
제55대 서울중앙지방검찰청 검사장으로 취임하면서 "국민의 검찰에 대한 신뢰가 나락으로 떨어졌다는 지적은 많이 불편하지만 모두 진실"이라며 "다시 신뢰를 얻기 위해서는 국민의 눈높이에 맞춰 국민이 원하는 검찰로 변모해야 한다"고 하면서 서울중앙지방검찰청 조직 운영 방향으로 자유민주적 기본질서 수호, 공정한 법집행을 통한 국민 신뢰 회복, 부정부패 척결과 민생치안 확립, 전문성 강화를 통한 역량 제고, 냉정한 성찰과 인화단결 등 5가지를 제시하였지만 국가정보원 대선·정치 개입 의혹 수사를 했던 윤석열 지청장의 국정감사 발언과 관련하여 수사에 대한 외압과 이에 대한 셀프감찰을 통한 무혐의 처분이 문제가 되자 "제가 지휘하고 함께 일하던 후배 검사들이 징계처분을 받는 상황에서 이유 여하를 불문하고 더 이상 자리에 연연해 하는 모습으로 남아있을 수 없기에 이 사건 지휘와 조직 기강에 대한 모든 책임을 안고 검찰을 떠나고자 한다"고 하면서 서울중앙지방검찰청 검사장 직에서 사의를 밝히고 물러났다.

## 경력
- 1991년 부산지방검찰청 검사
- 1993년 대구지방검찰청 김천지청 검사
- 1994년 서울지방검찰청 검사
- 1997년 대구지방검찰청 검사
- 1999년 3월 대구고등검찰청 검사
- 1999년 6월 대구지방검찰청 의성지청 지청장
- 2000년 서울지방검찰청 부부장검사
- 2002년 부산지방검찰청 강력부 부장검사
- 2003년 서울고등검찰청 검사 대검찰청 강력과장 겸임
- 2004년 수원지방검찰청 형사제3부장검사
- 2005년 서울중앙지방검찰청 마약조직범죄수사부장
- 2006년 춘천지방검찰청 원주지청 지청장
- 2007년 대구지방검찰청 제2차장검사
- 2008년 의정부지방검찰청 차장검사
- 2009년 1월 서울고등검찰청 검사
- 2009년 2월 법무부 인권국장 겸 서울고등검찰청 검사
- 2009년 8월 대전고등검찰청 차장검사
- 2009년 9월 대검찰청 마약조직범죄부장
- 2009년 12월 대검찰청 강력부장
- 2011년 2월 대검찰청 형사부장
- 2011년 8월 22일 ~ 2012년 7월 17일 제16대 울산지방검찰청 검사장
- 2012년 7월 18일 ~ 2013년 4월 9일 제58대 대구지방검찰청 검사장
- 2013년 4월 10일 ~ 2013년 11월 25일 제55대 서울중앙지방검찰청 검사장
- 2014년 ~ 2018년 법무법인 화우 대표 변호사
- 2014년 한국범죄방지재단 사무총장
- 2015년 한국범죄방지재단 감사
- 한국범죄방지재단 부이사장
- 2016년 한국경제신문 한경에세이 집필진
- 2017년 ~ 2019년 한국연구재단 법률고문
- 2017년 ~ 2019년 한국피해자학회 회장
- 2017년 ~ 2020년 경찰청 피해자보호정책자문위원
- 2017년 ~ 2021년 서울교통공사 법률고문
- 2018년 ~ 2019년 한국형사정책연구원 형사정책연구자문위원
- 2018년 ~ 2025년 법무법인 화우 변호사
- 2019년 ~ 2020년 대법원 제7기 양형연구위원
- 2019년 ~ 2021년 한국형사정책연구원 형사정책연구자문위원
- 2025년 ~ 법무법인(유한) 대륜 대표변호사
- 2025년 5월 ~ 2025년 6월 제21대 대통령 선거 국민의힘 김문수 대통령 후보 자문 및 보좌 기관 특보단 법무특보